# Вилар, Пьер
Пьер Вилар (фр. Pierre Vilar; 3 мая 1906 или 6 мая 1906, Фронтиньян — 7 августа 2003[…], Сен-Пале) — французский историк, специалист по Каталонии, испанист; эмерит-профессор Сорбонны. В некрологе в Гардиан (Joan Lluís Marfany) данный историк-марксист указывался «одним из величайших историков XX века». Пользовался особой популярностью во Франции и Испании. Магнум опус — монументальный трёхтомник «La Catalogne dans l’Espagne moderne» (1962), результат тридцатилетних исследований.

## Биография
Родился недалеко от Монпелье (в котором окончит среднюю школу) в семье школьных учителей крестьянского происхождения, вырос в их католической традиции. (Оставит религию около 1928 года.) В 1924 году поступил в Высшую нормальную школу (учился там по 1929), где заведёт знакомство с Жан-Полем Сартром, Полем Низаном и Раймоном Ароном (впоследствии Вилар назовет того «отставшим на полвека»). Практически с самого запуска того, сотрудничал с журналом «Анналы» Марка Блока и Люсьена Февра. Увлёкшись политикой, постепенно сместился влево, колеблясь между социалистическими и коммунистическими взглядами (но не захотел стать членом французской компартии). С 1925 года регулярно посещал заседания Социалистической исследовательской группы, а в декабре 1927 года возглавил объединённый левый список Федерального союза студентов в дисциплинарном совете Сорбонны. 
Первоначально занимался географией — однако в свете исторического подхода, в 1927 году с подачи географа Макса Сорре (Maximilien Sorre) отправился в Барселону для написания магистерской диссертации «Каталония в современной Испании» (La Catalogne dans l’Espagne moderne). Работу планировалось защитить в Сорбонне под руководством известного специалиста Альбера Деманжона (Albert Demangeon) (как отмечают, именно тот окажет наибольшее влияние на молодого Вилара). Работа была опубликована в 1929 году в журнале Annales de Géographie под названием «Промышленная жизнь региона Барселона»; отмечена хвалебной рецензией географа Pau Vila.
В 1930 году Вилар получил стипендию в передовом французском исследовательском учреждении Casa de Velázquez в Мадриде. Там он познакомился с архивариусом Габриелой Берроген (Gabriela Berrogain), на которой женился в 1932 году. А за год до того переехал в Барселону, где пара будет жить до начала гражданской войны в Испании (которая, как отмечают, в особенности, помимо других событий 30-х годов, сблизит Вилара с марксизмом); в это время В. утвердится как специалист по экономической географии, выходят его первые статьи. Это также был его самый длительный период непрерывного проживания в Каталонии — 1931—1936. Присутствовал на церемонии провозглашения Каталонской Республики 14 апреля 1931 года.
В 1939(8?) был мобилизован во французскую армию в звании лейтенанта, 16 июня 1940 схвачен в плен немцами и содержался в немецких лагерях на территории Германии, Польши и Австрии до освобождения 5 мая 1945. В этот период под влиянием Эрнеста Лабруса переключился с географии на историю. Свою роль в этом сыграли уроки истории Испании, которые он давал другим заключённым; они лягут в основу его небольшого труда «Histoire de l’Espagne» (1946), который станет чрезвычайно успешным и влиятельным, однако будет запрещён диктатурой Франко. 
В 1946 году возвратится в Барселону, где займет должность во Французском институте, планируя написать диссертацию по истории, с исследованием экономических основ национальных структур на примере Каталонии. Результатом станет трёхтомник, который увидит свет лишь в 1962 году — поскольку в 1948 году Вилар будет внезапно уволен после анонимного доноса за симпатии к антифранкистской оппозиции. Он вернется во Францию, где станет работать в Высшей практической школе высших исследований, пока в 1964 году наконец не получит кафедру в Клермон-Ферране. А ещё через год станет преемником Лабруса в Сорбонне, заняв кафедру экономической и социальной истории. В конце 1950-х годов познакомился с Jaume Vicens i Vives, ставшим его видным последователем.
К лету 1991 года окончательно ослеп.
Вдовец. Его сын также стал испанистом.
Умер близ своего семейного поместья во французской Стране Басков. Как отмечают, он «был привержен идее истории как гуманитарной науки — по сути, фундаментальной гуманитарной науки». По словам Эрика Хобсбаума, П. Вилар пользовался статусом отца-основателя постфранкистской истории в Каталонии; являлся самым выдающимся представителем историков-марксистов во Франции.
В 1987 году получил премию Рамона Луллия от Совета Конгресса каталонской культуры, а в 2000 году — Золотую медаль Женералитата Каталонии. Удостоен почётных докторских степеней университетов Барселоны (1979) и Валенсии (1991).
С годами В. всё чаще публиковался в Испании, чем во Франции, как отмечают: «Влияние Пьера Вилара как историка не имеет себе равных в Испании XX века». В 1978 году участвовал в коллективном труде «Storia del marxismo».
Автор работы «Pensar históricamente» («Мыслить исторически»; Барселона, Crítica, 1997).